# Berlinski kongres
Berlinski kongres je bio skup predstavnika tadašnjih velikih sila Njemačke, Austro-Ugarske, Francuske, Velike Britanije, Italije, Rusije i Osmanskog Carstva, koji je pod predsjedanjem Otta von Bismarcka održan od 13. lipnja do 13. srpnja 1878. godine u Berlinu.
Kongresom su Crna Gora, Srbija i Rumunjska bile priznate kao neovisne države, koje više nisu niti formalno bile dijelom Osmanskog Carstva, dok je na sjeveru današnje Bugarske uspostavljena Kneževina Bugarska pod ruskom zaštitom, ostavivši preostali dio Bugarske u sastavu Rumelije, kao autonomne pokrajine unutar Turske. Kongresom su u velikoj mjeri zadovoljeni ciljevi Austro-Ugarske, Francuske i Velike Britanije da zaustave panslavistički projekt i općenito Ruski prodor prema Sredozemlju.

## Ruski stavovi
Kongresu je prethodio Sanstefanski mir (potpisan 3. ožujka 1878. godine), kojim je završen Rusko-turski rat 1877. – 1878. Prema dogovoru u San Stefanu koji je nametnula Rusija, Osmansko Carstvo je izgubilo veliki dio svoga dotadašnjeg teritorija u jugoistočnoj Europi, a trebala je biti stvorena velika Bugarska (kao ruski satelit) koja bi uključila najveći dio današnje Makedonije te dijelove Srbije do Niša, Albanije i grčke Makedonije osim Halkidike i Soluna. Bosna i Hercegovina, premda pod osmanskim suverenitetom, dobila bi značajnu autonomiju, dok su dobici za Srbiju bili neznatni, jer je Rusija smatrala kako se Srbija sve više približava Austro-Ugarskoj.

## Stavovi ostalih sila
Protiv naglog porasta utjecaja Rusije u tom području najviše su se borile upravo Austro-Ugarska i Velika Britanija. Njemačka i Austro-Ugarska bile su zabrinute naglim porastom panslavizma pod utjecajem snažne Rusije, što je moglo ugroziti položaj Habsburgovaca. Velika Britanija i Francuska s nelagodom su gledale prema širenju ruskog utjecaja na jug, gdje su ove dvije zemlje imale svoje interese: Francuska u Egiptu, a Britanija u Palestini. Stoga su Velika Britanija i Austro-Ugarska zajednički zatražile održavanje ovog kongresa.

## Tijek pregovora
Prisiljena međunarodnim pritiskom, Rusija je morala popustiti, a i Sanstefanski mirovni ugovor je poništen, dok su pregovori o teritorijalnom uređenju Balkana krenuli iznova. Kako Njemačka praktično nije morala štititi vlastite interese na Balkanu, pri tim je pregovorima Bismarck mogao nastupiti kao "relativno neutralan" (poznata je uostalom Bismarkova izjava da Balkan "nije vrijedan ni malog prsta ili kostiju jednog pomeranskog panzir-grenadira"). U pregovorima su sudjelovali samo pregovarači velikih sila, dok su predstavnici malih zemalja pokušavali utjecati na ishod posrednim putem, te su sudjelovali isključivo na onim zasjedanjima koja su ih se izravno ticala.

## Ishod pregovora
Ishod pregovora je bio Berlinski ugovor, potpisan 13. srpnja 1878. godine. Njime je temeljito izmijenjeno ili poništeno 18 od 29 točaka Sanstefanskog sporazuma. Time su bile priznate Rumunjska, Srbija i Crna Gora kao suverene države, a Bugarska je podijeljena južni dio koji je ostao pod osmanskim suverenitetom, postao je autonomna pokrajina Istočna Rumelija, dok je na sjevernom dijelu osnovana Kneževina Bugarska. 
Niz drugih turskih provincija odvojeno je od Turske i dano na upravljanje drugim državama, poput Cipra koji je dodijeljen Velikoj Britaniji, te Bosne i Hercegovine, koja je dodijeljena Austro-Ugarskoj (1908. Austro-Ugarska će anektirati Bosnu i Hercegovinu).
Najveći gubitnik je bila Bugarska, koja je osim Rumelije morala predati Turskoj čitavu Makedoniju, a Srbiji područje oko Niša.
Srbija je znatno proširena i dobila je četiri okruga koji su prije Rusko-turskog rata 1877. – 1878. bili u sastavu Turske: niški, pirotski, toplički i vranjski.
Rumunjska je dobila Dobrudžu, no dijelove Besarabije koje je dobila 1856. morala je vratiti Rusiji. Rusiji su ujedno priključene osmanske provincije Ardahan, Kars i Batumi. 
Crna Gora je dobila Nikšić, Podgoricu i Bar, no ranije zauzeti Spič morala je prepustiti Austro-Ugarskoj, koja ga je pripojila Kraljevini Dalmaciji. Iako je čl. XXVI. Berlinskog ugovora Crnoj Gori formalno priznata puna nezavisnost, u čl. XXIX. Crnoj Gori je zabranjeno da drži vlastitu ratnu mornaricu, te je njezina obala trajno demilitarizirana, a u njezine luke je zabranjeno uplovljavanje ratnih brodova svih stranih država izuzev Austro-Ugarske čija je ratna mornarica dobila redarstvene ovlasti nad Barom i crnogorskom obalom. Crna Gora je Austro-Ugarskoj morala prepustiti i konzularno zastupstvo vlastite trgovačke mornarice, te primjenjivati pomorske zakone i propise koji su vrijedili u Dalmaciji. 
Otok Kreta je dobio autonomiju unutar Osmanskog Carstva i pravo na vlastiti parlament. Obala Dunava je demilitarizirana od Đerdapske klisure do ušća u Crno more.
Turska je morala jamčiti građanska prava svojim nemuslimanskim građanima, ostvarujući tako odredbe Organskog zakona iz 1868.
Zemlje koje su ovim pregovorima dobile neovisnost trebale su preuzeti i dio turskog državnog duga, no to se nije dogodilo jer nije nikad postignut dogovor o tome kako podijeliti taj iznos.

## Posljedice
Italija je bila nezadovoljna ishodom Kongresa, a ostala su i mnoga nerješena pitanja između Turske i Grčke, sve dok Turska nije 17. travnja 1897. navijestila rat Grčkoj. Nakon mjesec dana neprijateljstva su prekinuta nastojanjem Rusije.
Moć Turske u Europi i Aziji ovim je mirovnim sporazumom drastično smanjena. Utjecaj Rusije također je smanjen u korist Austro-Ugarske, što je povećalo napetosti između dvaju carstava. Ovo novo uređenje JI Europe nije prekinulo napetost na tom području, nego su napetosti postale drugačije; takvo će stanje uroditi Balkanskim ratovima, a potom će djelomično dovesti i do Prvoga svjetskog rata te armenskog genocida u Turskoj.

## Sudionici kongresa
Velika Britanija
- Benjamin Disraeli, britanski premijer
- lord Salisbury
- lord Odo Russell

Rusija  
- knez Alexander Gorčakov
- grof Peter Šuvalov
- barun d'Oubril

Njemačka  
- kancelar Otto von Bismarck
- princ Chlodwig zu Hohenlohe-Schillingsfürst
- Bernhard Ernst von Bülow

Austro-Ugarska
- grof Gyula Andrássy
- grof Alajos Károlyi
- barun Haymerle

Francuska  
- William Henry Waddington
- grof de Saint-Vallier
- Desprey

Italija  
- grof Lodovico Corti
- grof De Launay

Turska  
- Alexander Karatheodori Paša
- Sadullah Paša
- Mehmed Ali-paša

### Manje zemlje koje su povremeno sudjelovale u radu kongresa
Grčka  
- Theodoros Deligiannis

Srbija
- Jovan Ristić

Rumunjska i Crna Gora također su imale svoje predstavnike.

## Poveznice
- Zakon zajedničkoga hrvatsko-ugarskog sabora ob ozakonjenju berlinskoga ugovora, Sbornik zakonah i naredabah valjanih u Kraljevini Hrvatskoj i Slavoniji, 1879. XX. (sadrži izvorni tekst ugovora na francuskom i prijevod na hrvatski)
- Zakon kojim se kotar, naznačen čl. XXIX. Berlinskoga ugovora od 13. Sèrpnja 1878. utielovljuje Dalmaciji, Dèržavo-zakonski list za kraljevine i zemlje zastupane u vieću cesarevinskom, 1879. XXIII. Beč
- Zakon ob odredbah potrebitih u pogledu uprave Bosne i Hercegovine koja je berlinskim ugovorom od 13. srpnja 1878. povjerena austrijsko-ugarskoj monarkiji, Sbornik zakonah i naredabah valjanih za Kraljevinu Hrvatsku i Slavoniju, 1880. I-XVIII.
- Tekst Berlinskog ugovora na wikizvoru